# دهستان اسفندان
اسفندان یکی از دهستان‌های بخش مرکزی شهرستان کمیجان در استان مرکزی ایران است. بر اساس سرشماری سال ۱۳۹۵ جمعیت این دهستان ۴٬۳۷۲ نفر (در ۱٬۳۹۴ خانوار) بوده است.